# スタジオ・ファンタジア
有限会社スタジオ・ファンタジア（英: Studio Fantasia Co., Ltd.）は、かつて存在した日本のアニメ制作会社。

## 概要・沿革
土田プロダクションの仕上げ部門で色指定検査をしていた飯塚智久が、同プロダクション倒産のおよそ3年前の1983年に設立した。
設立当初はスタジオジブリなどで動画下請けを中心に活動していたが、1987年に制作された18禁OVA『新くりいむレモン』シリーズの中の一作品である『卒業アルバム くりいむレモン名場面集』で同社初の元請制作を行う。1988年にはガイナックス制作の『トップをねらえ!』でグロス請けを開始し、同年に制作された『プロジェクトA子3 シンデレラ・ラプソディ』で一般OVAに進出した。その後もOVAの制作や他社からのグロス請けを中心に活動しており、2001年に制作された『ナジカ電撃作戦』ではテレビシリーズに進出した。
下請け参加の場合は「スタジオファンタジア」「ファンタジア」の名義でクレジットされていた。
2016年夏の時点で事業を停止し、同年11月16日に東京地裁から破産手続開始決定を受けた。2017年9月19日に法人格が消滅した。

## 作品履歴

### テレビアニメ
| 開始年 | 放送期間         | タイトル            | 監督       | アニメーション プロデューサー | 共同制作                 |
| ------ | ---------------- | ------------------- | ---------- | ----------------------------- | ------------------------ |
| 2001年 | 10月 - 12月      | ナジカ電撃作戦      | 西島克彦   | 星野達也                      | アンバーフィルムワークス |
| 2003年 | 1月 - 3月        | ストラトス・フォー  | もりたけし | 月野正志                      |                          |
| 2003年 | 10月 - 12月      | 君が望む永遠        | 渡邊哲哉   | 飯塚智久 月野正志             |                          |
| 2006年 | 11月 - 2007年2月 | 奏光のストレイン    | 渡邊哲哉   | 月野正志                      |                          |
| 2008年 | 4月 - 6月        | クリスタル ブレイズ | 加瀬充子   | 月野正志                      |                          |

### OVA
| 発売年 | タイトル                                | 監督           | アニメーション プロデューサー | 備考                                         |
| ------ | --------------------------------------- | -------------- | ----------------------------- | -------------------------------------------- |
| 1987年 | 卒業アルバム くりいむレモン名場面集     | N/A            | N/A                           |                                              |
| 1988年 | プロジェクトA子3 シンデレラ・ラプソディ | 森山ゆうじ     | 飯塚智久 榎本歩光             |                                              |
| 1989年 | プロジェクトA子 完結篇                  | 森山ゆうじ     | 榎本歩光                      |                                              |
| 1989年 | 魔狩人 デーモンハンター                 | 岡本有樹郎     | 榎本歩光                      |                                              |
| 1990年 | A-Ko The VS / GRAY SIDE                 | 西島克彦       | 榎本歩光 野崎公明             |                                              |
| 1990年 | A-Ko The VS / BLUE SIDE                 | 西島克彦       | 榎本歩光                      |                                              |
| 1990年 | 校内写生                                | 桜井利之       | 山崎成人                      | -1991年、DVD化の際に18禁アニメ扱い           |
| 1991年 | EXPER ZENON                             | もりやまゆうじ | 榎本歩光                      |                                              |
| 1994年 | 青空少女隊                              | もりやまゆうじ | 榎本歩光                      | -1996年                                      |
| 1995年 | COMPILER FESTA                          | 村山靖         | 榎本歩光                      |                                              |
| 1996年 | ファイアーエムブレム 紋章の謎           | 三沢伸         | 榎本歩光                      |                                              |
| 1997年 | AIKa                                    | 西島克彦       | 飯塚智久                      | -1999年                                      |
| 2000年 | 炎のらびりんす                          | 西島克彦       | 飯塚智久                      |                                              |
| 2003年 | ランジェリーズ                          | 西島克彦       | 飯塚智久                      | 18禁アニメ                                   |
| 2005年 | 最終兵器彼女 〜Another love song〜      | 加瀬充子       | 月野正志                      |                                              |
| 2005年 | きらめき☆プロジェクト                   | 西島克彦       | 一色緑                        |                                              |
| 2005年 | 戦闘妖精少女 たすけて! メイヴちゃん     | もりたけし     | 飯塚智久                      | アニメーション制作協力：カオスプロジェクト   |
| 2005年 | ストラトス・フォー アドヴァンス         | もりたけし     | 月野正志                      |                                              |
| 2007年 | AIKa R-16:VIRGIN MISSION                | 西島克彦       | 月野正志                      | 制作協力：スタジオ バベル                    |
| 2007年 | ストラトス・フォー アドヴァンス 完結編  | もりたけし     | 月野正志                      |                                              |
| 2009年 | AIKa ZERO                               | 山内則康       | 桑原誠                        |                                              |
| 2013年 | ノ・ゾ・キ・ア・ナ                      | 西島克彦       | 月野正志                      | 付録OAD。ODS上映及びBD化の際に18禁アニメ扱い |

### ゲーム
| 発売年 | タイトル                  | 備考                       |
| ------ | ------------------------- | -------------------------- |
| N/A    | 夢幻戦士ヴァリス          | ファミコン版のCMとPV       |
| N/A    | スーパーリアル麻雀PV      |                            |
| N/A    | スーパーリアル麻雀PVI     |                            |
| 2003年 | 一撃殺虫!!ホイホイさん    | アニメーションムービー制作 |
| 2008年 | ToHeart2 AnotherDays      | オープニングアニメーション |
| 2008年 | ティンクル☆くるせいだーす | オープニングアニメーション |

### 仕上担当作品
テレビアニメ
- ミスター味っ子 （1987年-1989年）
- YAWARA! （1989年-1992年）
- 新世紀エヴァンゲリオン （1995年-1996年）
- THE ビッグオー （1999年-2003年）
- スクールランブル 二学期 （2006年）
- 姫様ご用心 （2006年）
- となグラ! （2006年）
- 乙女はお姉さまに恋してる （2006年）
- Devil May Cry （2007年）
- みなみけ （2007年）

劇場アニメ
- 天空の城ラピュタ （1986年）
- ゴキブリたちの黄昏 （1987年）
- となりのトトロ （1988年）
- AKIRA （1988年）
- 魔女の宅急便 （1989年）
- 獣兵衛忍風帖 （1993年）
- X -エックス-（劇場版） （1996年）
- 新世紀エヴァンゲリオン劇場版 シト新生 （1997年）
- 新世紀エヴァンゲリオン劇場版 Air/まごころを、君に （1997年）
- パプリカ （2006年）

OVA
- 幻夢戦記レダ （1985年）
- ザ・コクピット （1993年）
- てなもんやボイジャーズ（1999年）

### 制作協力
テレビアニメ
- 超魔神英雄伝ワタル （制作元請：サンライズ、各話制作協力、1997年-1998年）
- サクラ大戦TV （制作元請：マッドハウス、各話制作協力、2000年）
- 学園戦記ムリョウ （制作元請：マッドハウス、各話制作協力、2001年）
- アベノ橋魔法☆商店街 （制作元請：ガイナックス・マッドハウス、各話制作協力、2002年）
- あずまんが大王 （制作元請：J.C.STAFF、各話制作協力、2002年）
- 円盤皇女ワるきゅーレ （制作元請：ティー・エヌ・ケー、各話制作協力、2002年）
- ちょびっツ （制作元請：マッドハウス、各話制作協力、2002年）
- ギャラクシーエンジェル （第4期、制作元請：マッドハウス、各話制作協力、2004年）
- 神無月の巫女 （制作元請：ティー・エヌ・ケー、各話制作協力、2004年）
- MONSTER （制作元請：マッドハウス、各話制作協力、2004年-2005年）
- ローゼンメイデン トロイメント （制作元請：ノーマッド、各話制作協力、2005年）
- NANA （制作元請：マッドハウス、各話制作協力、2006年）
- 京四郎と永遠の空 （制作元請：ティー・エヌ・ケー、各話制作協力、2007年）
- School Days （制作元請：ティー・エヌ・ケー、各話制作協力、2007年）
- ロザリオとバンパイアCAPU2 （制作元請：ゴンゾ、各話制作協力、2008年）
- あかね色に染まる坂 （制作元請：ティー・エヌ・ケー、各話制作協力、2008年）
- 天体戦士サンレッド （制作元請：AIC ASTA、各話制作協力、2008年-2009年）
- 魍魎の匣 （制作元請：マッドハウス、各話制作協力、2008年）
- ONE OUTS -ワンナウツ- （制作元請：マッドハウス、各話制作協力、2008年-2009年）
- キャシャーン Sins （制作元請：マッドハウス、各話制作協力、2009年）
- リストランテ・パラディーゾ （制作元請：デイヴィッドプロダクション、各話制作協力、2009年）
- GA 芸術科アートデザインクラス （制作元請：AIC PLUS+、各話制作協力、2009年）
- うみものがたり 〜あなたがいてくれたコト〜 （制作元請：ゼクシズ、各話制作協力、2009年）
- 天体戦士サンレッド（第2期） （制作元請：AIC ASTA、各話制作協力、2009年-2010年）
- おおかみかくし （制作元請：AIC、各話制作協力、2010年）
- 一騎当千 XTREME XECUTOR （制作元請：ティー・エヌ・ケー、各話制作協力、2010年）
- アマガミSS （制作元請：AIC、各話制作協力、2010年）
- 百花繚乱 サムライガールズ （制作元請：アームス、各話制作協力、2010年）
- べるぜバブ （制作元請：ぴえろプラス、各話制作協力、2011年）
- C （制作元請：タツノコプロ、各話制作協力、2011年）
- メタルファイト ベイブレード 4D （制作元請：SynergySP、各話制作協力、2011年）
- ハイスクールD×D （制作元請：ティー・エヌ・ケー、各話制作協力、2012年）
- クイーンズブレイド リベリオン （制作元請：アームス、各話制作協力、2012年）
- 輪廻のラグランジェ season2 （制作元請：XEBEC、各話制作協力、2012年）
- 織田信奈の野望 （制作元請：Studio五組×マッドハウス、各話制作協力、2012年）
- 超訳百人一首 うた恋い。 （制作元請：TYOアニメーションズ、各話制作協力、2012年）
- トータル・イクリプス （制作元請：ixtl×サテライト、各話制作協力、2012年）
- ヨルムンガンド PERFECT ORDER （制作元請：WHITE FOX、各話制作協力、2012年）
- AKB0048 next stage （制作元請：サテライト、各話制作協力、2013年）
- まおゆう魔王勇者 （制作元請：アームス、各話制作協力、2013年）
- 百花繚乱 サムライブライド （制作元請：アームス、各話制作協力、2013年）
- 宇宙戦艦ヤマト2199 （制作元請：XEBEC、各話制作協力、2013年）
- フォトカノ （制作元請：マッドハウス、各話制作協力、2013年）
- 魔界王子 devils and realist （制作元請：動画工房、各話制作協力、2013年）
- ロウきゅーぶ!SS （制作元請：project No.9、各話制作協力、2013年）
- 世界でいちばん強くなりたい! （制作元請：アームス、各話制作協力、2013年）
- Z/X IGNITION （制作元請：テレコム・アニメーションフィルム、各話制作協力、2014年）
- Wake Up, Girls! （制作元請：Ordet×タツノコプロ、各話制作協力、2014年）
- ニセコイ （制作元請：シャフト、各話制作協力、2014年）
- 金色のコルダ Blue♪Sky （制作元請：TYOアニメーションズ、各話制作協力、2014年）
- ヒーローバンク （制作元請：トムス・エンタテインメント、各話制作協力、2014年）
- 幕末Rock （制作元請：スタジオディーン、各話制作協力、2014年）
- アイカツ! （制作元請：サンライズ、各話制作協力、2014年）
- クロスアンジュ 天使と竜の輪舞 （制作元請：サンライズ、各話制作協力、2015年）

劇場アニメ
- 猫の恩返し （制作元請：スタジオジブリ、制作協力、2002年）
- 茄子 アンダルシアの夏 （制作元請：マッドハウス、制作協力、2003年）
- ブレイク ブレイド 第三章「凶刃ノ痕」 （制作元請：Production I.G・XEBEC、制作協力、2010年）

OVA
- トップをねらえ! （制作元請：ガイナックス、制作協力、1988年-1989年）
- 炎の転校生 （制作元請：ガイナックス、制作協力、1991年）
- おたくのビデオシリーズ
  - おたくのビデオ （制作元請：ガイナックス、制作協力、1991年）
  - 続・おたくのビデオ （制作元請：ガイナックス、制作協力、1991年）

- 魍魎戦記MADARA （制作元請：アニメイトフィルム、制作協力、1991年）
- OZ （制作元請：マッドハウス、制作協力、1992年）
- 甲竜伝説ヴィルガスト （制作元請：アニメイトフィルム、制作協力、1992年-1993年）
- 万能文化猫娘（OVA版） （制作元請：アニメイトフィルム、制作協力、1992年-1994年）
- マクロスプラス （制作元請：トライアングルスタッフ、各話制作協力、1994年-1995年）
- COMPILERシリーズ
  - COMPILER「陰の章」 （制作元請：アニメイトフィルム、制作協力、1994年）
  - COMPILER「陽の章」 （制作元請：アニメイトフィルム、制作協力、1994年）

- 卒業 〜Graduation〜シリーズ
  - 卒業 〜Graduation〜 （制作元請：アニメイトフィルム、制作協力、1995年）
  - 聖羅ヴィクトリー （制作元請：アニメイトフィルム、制作協力、1995年）

- 女神天国（制作元請：アニメイトフィルム、制作協力、1995年）
- ジャングルDEいこう! （制作元請：カオスプロジェクト、制作協力、1997年）
- いちご100%（ジャンプフェスタ版） （制作元請：マッドハウス、制作協力、2004年）
- 円盤皇女ワるきゅーレ 星霊節の花嫁 （制作元請：ティー・エヌ・ケー、各話制作協力、2005年）
- デトロイト・メタル・シティ （制作元請：STUDIO 4℃、各話制作協力、2008年）
- クイーンズブレイド 美しき闘士たち （制作元請：アームス、各話制作協力、2010年）

Webアニメ
- 亡念のザムド （制作元請：ボンズ、各話制作協力、2008年）

## 関連人物

### アニメーター・演出家
- 石野聡
- 菊地洋子
- 西島克彦
- 藤田まり子
- もりたけし
- 山内則康

### 制作
- 飯塚智久（創業者・元代表）
- 榎本歩光
- 月野正志（現：ZEAL VISION代表取締役）
- 西藤和広（現：パッショーネ代表取締役）

### その他
- 亀山俊樹